# Guilherme Costa (economista)
Guilherme Costa (1951) é um economista e executivo português.
Manuel Guilherme Oliveira da Costa foi Presidente Executivo da Rádio e Televisão de Portugal a convite do Governo de Portugal, lugar que ocupa num mandato desde 2008 até 2011. O
Antigo administrador não executivo do Grupo Impresa, substituiu na RTP Almerindo Marques que saiu para presidir à empresa Estradas de Portugal.

## Habilitações Académicas
- 1973 – Licenciatura do ISCEF - Instituto Superior de Ciências Económicas e Financeiras;
- 1981 - Pós-Graduação (DEA) em “Économie et Finances Internationales” pela Universidade de Paris 1 (Panthéon — Sorbonne).

## Actividade Profissional

### Atualmente
- Vogal  do Conselho de Administração da Impresa, SGPS, SA

### Funções anteriores
- 1 de Janeiro de 2008 a  Abril 2012- Presidente do Conselho de Administração da RTP
- Abril a Dezembro 2007 - Membro do Conselho de Administração (não executivo) e da Comissão de Auditoria da IMPRESA, SGPS, SA;
- Maio a Dezembro 2007 - Presidente do Conselho Fiscal da Sonae Industria, SGPS, SA.;
- Maio a Dezembro 2007 - Presidente do Conselho Fiscal da Modelo Continente, SGPS, SA.;
- 2004 a Março 2007 - Membro do Conselho de Administração da InvestAlentejo, SGPS;
- 2004 a Março 2007 - Membro do Conselho de Administração de várias empresas participadas da InvestAlentejo, (Ipaper, Sete e Meio Herdades, CAJAP);
- 2001 a 2004 - Membro do Conselho de Administração da Soporcel, SA;
- 2001 a 2004 - Membro do Conselho de Administração da Portucel, SA;
- 2001 a 2002 - Membro do Conselho de Administração da Sonae Industria, SA;
- 2001 a 2003 - Membro do Conselho de Administração de várias empresas participadas da Sonae Indústria, de 2001 a 2003 (SPDF — Sonae Produtos e Derivados Florestais, SGPS, Socelpac, SGPS, Ecociclo — Energia e Ambiente, SA, Maiequipa — Gestão Florestal, SA);
- 2000 a 2005 - Presidente do Conselho de Administração da Gescartão, SGPS;
- 2000 a 2005 - Presidente do Conselho de Administração da Portucel Viana, SA;
- 2000 a 2004 - Membro do Conselho de Administração da Imocapital, SGPS;
- 2003 a 2005 - Membro do Conselho de Administração da Portucel Viana Energia, SA;
- 2000 a 2003 - Membro do Conselho de Administração da Portucel Embalagem, SA;
- 2000 a 2003 - Membro do Conselho de Administração da Portucel Recicla, SA;
- 2000 a 2003 - Membro do Conselho de Administração da LEPE, SA;
- 1996 a 2000 - Presidente do Conselho de Administração do ICEP - Investimento, Comércio e Turismo de Portugal;
- 1998 a 2000 - Membro (não executivo) do Conselho de Administração do FIEP - Fundo para a Internacionalização da Economia Portuguesa, SA;
- 1998 a 2000 - Presidente do Conselho Geral do CPD, Centro Português de Design;
- 1994 a 1996 Director -coordenador da Direcção de Comércio Internacional do Banco Borges e Irmão;
- 1992 a 1996 Assessor do Presidente do Conselho de Administração do Banco de Fomento e Exterior, SA.;
- 1991 a 1993 Director do Centro de Estudos de Gestão e Economia Aplicada, da Universidade Católica Portuguesa -Centro Regional do Porto;
- 1984 a 1991 Gestor da empresa Unicordas, Lda na área do comércio e transportes internacionais;
- 1981 a 1984 Investigador Associado no CEPII (Centre d’Études Prospectives et d’Informations Internationales, Paris;
- 1974 a 1993 Assistente na Faculdade de Economia do Porto.

### Actividade académica
- Director do Centro de Estudos de Gestão e Economia Aplicada da Universidade Católica Portuguesa - Centro Regional do Porto (de 1991 a 1993)
- Investigador Associado no CEPII (Centre d'Études Prospectives et d'Informations Internationales de Paris (de 1981 a 1984)
- Assistente da Faculdade de Economia do Porto (de 1974 a 1993)
- No dia 7 de Julho de 2010 foi orador no seminário subordinado ao tema "Paisagem Televisiva Portuguesa" que teve lugar no IESF -   Instituto de Estudos Superiores Financeiros e Fiscais.